# Esomeprazol
Esomeprazól, pod zaščitenim imenom Nexium in drugimi, je učinkovina iz skupine zaviralcev protonske črpalke, ki znižuje kislost želodčnega soka. Uporablja se za zdravljenje gastroezofagealne refluksne bolezni, peptične razjede in zollinger–ellisonovega sindroma. Esomeprazol je podobno učinkovit kot drugi zaviralci protonske črpalke. Na voljo je v obliki peroralnih in intravenskih zdravil.
Pogosti neželeni učinki so glavobol, zaprtje, suha usta in bolečina v trebuhu. Možni hudi neželeni učinki so angioedem, okužba s Clostridium difficile in pljučnica. Podatki kažejo, da je njegova uporaba med nosečnostjo varna, podatki o varnosti med dojenjem pa niso na voljo. Esomeprazol je (S)-(−)-izomer omeprazola. Zavira protonsko črpalko oziroma encim H+/K+-ATP-azo v parietalnih celicah želodca.
Patentirali so ga leta 1993, dovoljenje za klinično uporabo pa so mu dodelili leta 2000. Na trgu je že v obliki večizvornih (generičnih) zdravil ter je v številnih državah na voljo brez recepta.

## Součinkovanje z drugimi zdravili
Esomeprazol je kompetitivni zaviralec encima CYP2C19 in zato lahko pride ob sočasni uporabi z zdravili, ki se obsežno presnavljajo s tem encimom, do součinkovanj. Taki zdravili sta diazepam in varfarin; ob sočasni uporabi z esomeprazolom lahko pride do povečanje krvne koncentracije diazepama oziroma varfarina.  Nasprotno pa klopidogrel potrebuje encim CYP2C19 za aktivacijo. Namreč gre za predzdravilo, ki se šele s presnovo s pomočjo encima CYP2C19 pretvori v aktivno obliko. Ob sočasni uporabi klopidogrela in esomeprazola (ali tudi omeprazola) lahko pride do zmanjšanega učinka klopidogrela.
Do součinkovanja lahko pride tudi ob sočasni uporabi zdravil, katerih absorpcija iz želodca je odvisna od pH v želodcu. Ob zvišanju pH želodčnega soka se nekatera zdravila slabše absorbirajo, s tem pa se zmanjša tudi njihova biološka uporabnost. Taki zdravili sta ketokonazol in atazanavir. Nekaterim zdravilom, na primer eritromicinu, pa se lahko topnost in absorpcija pri višjem pH povečata.